# Peter Bermbach

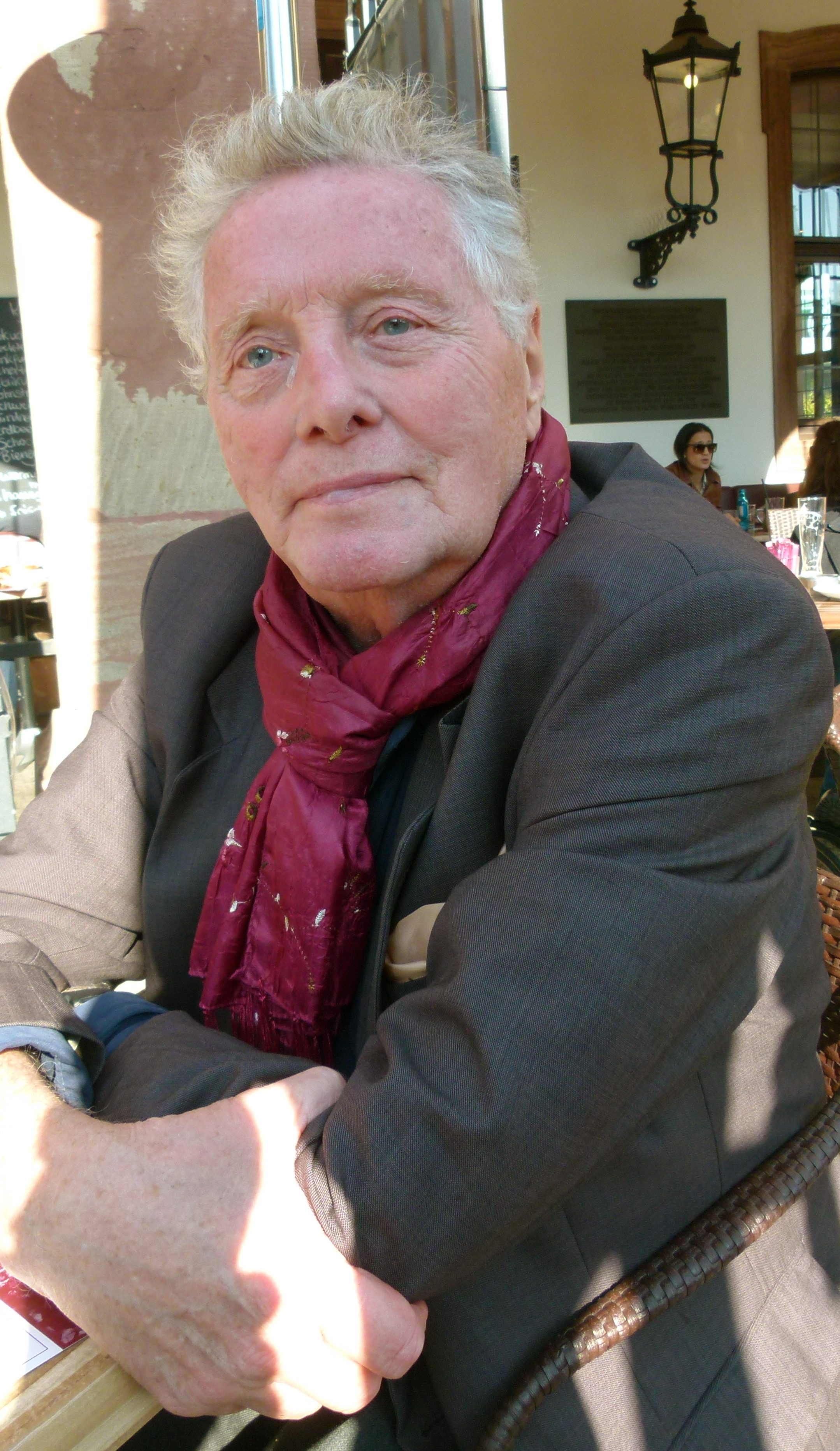
Peter Bermbach 2013

Georg Peter Bermbach (* 6. Oktober 1931 in Usingen im Taunus) ist ein deutscher Kulturjournalist und Filmemacher, der seit 1960 in Paris lebt.
Neben seiner Tätigkeit als freier Journalist für viele Zeitschriften und Tageszeitungen war er Mitbegründer und Korrespondent der Kunstzeitschrift art in Paris.

## Leben
Peter Bermbach wuchs mit seiner Schwester Ria in der Usinger Kreuzgasse auf, wo seine Eltern  Georg und Elisabeth Bermbach ein renommiertes Delikatessengeschäft betrieben. „Seine Kindheit ist geprägt von den Indoktrinationen der Nazi-Herrschaft“. Eine Anzeige wegen angeblich „unzüchtigem Handeln“ beendete ein Jahr vor seinem Abitur seine Schulkarriere am Usinger Gymnasium, sodass er das Abitur am Gymnasium in Friedberg absolvierte. Nach dem Abitur verbrachte Peter Bermbach anderthalb Jahre als Student in Los Angeles.
Nach einem Studium der Kunstgeschichte und Philosophie promovierte Peter Bermbach am 5. März 1959 in Romanistik mit einer Arbeit über André Gide an der Universität Hamburg. Seine Dissertation trug den Titel Die Gestaltung persönlicher Erlebnisse in Gides autobiographischen Schriften und in seinen Erzählungen „La Porte Etroite“ und „L’Immoraliste“.
Während seiner Studienzeit erhielt Peter Bermbach gelegentlich Aufträge als Model für Werbeaufnahmen. So erscheint er auf Werbeplakaten des Mineralölunternehmens BP als Tankwart oder wirbt für Zigaretten der Marke „Boston Shag“. Außerdem trat er in einer Nebenrolle als Schiffsarzt Dr.  Calton in dem erfolgreichen Unterhaltungsfilm In Hamburg sind die Nächte lang, 1956 auf.
Seine Berufslaufbahn startete Peter Bermbach als Französisch-Lektor im international ausgerichteten Helmut-Kindler Verlag in München-Bogenhausen, mit dessen Cheflektor Fritz J. Raddatz ihn über Jahrzehnte ein freundschaftliches Verhältnis verband.
Bermbach wurde im August 1959 nach dem 1935 eingeführten § 175a StGB wegen „versuchter Verführung“ im Freibad Ungererbad verurteilt und als Homosexueller verfolgt. Wegen Fluchtgefahr verbrachte er mehr als drei Wochen in Untersuchungshaft in der Justizvollzugsanstalt Neudeck am Auer Mühlbach, einem Frauengefängnis mit einer Abteilung für jugendliche Straftäter und Untersuchungshäftlinge. Nach dem Gerichtsverfahren wurde Peter Bermbach zu drei Monaten Gefängnis auf Bewährung verurteilt und erhielt eine Geldstrafe von 3000 DM. Er musste sich zudem zwei Monate lang jeden Morgen auf der Polizeiwache in Schwabing melden, ehe er ins Büro ging. Der Richter verlangte ferner die Aberkennung der Doktorwürde der Universität Hamburg, die diese aber nach Prüfung der Anklage ablehnte. Nachdem er Wohnung und Job aufgegeben hatte, verließ er im Januar 1960 mit einem VW „vor der unmenschlichen Gesetzgebung in der Adenauer-Republik, die den von den Nazis 1935 verschärften Paragraphen 175 beibehalten hatte“, Deutschland und lebt seitdem in Paris. Der Paragraph „stellte jegliche auch nur versuchte sexuelle Handlung unter Männern jedweden Alters unter Strafe“. Auf den Verstoß stand Gefängnis. „Paris war in schwuler Hinsicht (…) die Hauptstadt Europas. Hier gab es keinen Paragraphen 175. Schon der Code Napoleon hatte die Strafbarkeit von Homosexualität um 1800 abgeschafft.“
Peter Bermbach wurde von den bekanntesten Fotografen der Epoche (seiner Freundin Digne Meller Marcovicz, Inge Morath, Willy Maywald, Herbert Tobias) abgelichtet und lebt heute mit seinem fast gleichaltrigen Partner in Frankreich. Damit sei er „einer der letzten noch lebenden Emigranten in Paris“.

## Werk
Peter Bermbach konzipierte Drehbücher für Filme, die er mit einem Team des jeweils beauftragenden Senders drehte. Wichtige Porträtfilme z. B. über Elisabeth Bergner (Fernsehbeitrag Die Bergner: Erfahrungen einer großen Schauspielerin (Ausschnitt, 3’50). Hessischer Rundfunk vom 30. Mai 1975), Jean Cocteau  (Ein Genie zwischen den Künsten – Jean Cocteau, 1978), Claire Goll (1978), François Truffaut (1984) und Jean Marais (Dokumentarfilm Durch den Spiegel schreiten, 1986).
Im Jahre 1978 konnte Peter Bermbach auch Jacques Tati besuchen und den bis dahin einzigen Fernsehfilm über ihn drehen.
Zum 10. Todestag der Dichterin Mascha Kalèko führte Bermbach Regie in dem Film Zur Heimat erkor ich mir die Liebe (ZDF, 1985), dessen Drehbuch von Horst Krüger stammte.
In seinem autobiographischen Werk und Anekdotensammlung Vom anderen Ufer. Erinnerungen eines deutschen Journalisten in Paris gewährt Peter Bermbach einen Einblick hinter die Kulissen seines Berufs- und Privatlebens, insbesondere der Swinging Sixties. In diesen „Memoiren“ schildert Peter Bermbach seine Erlebnisse mit den damaligen Größen aus Fotografie, Mode, Film und Literatur. Namen wie Karl Lagerfeld, den Bermbach Anfang der 60er-Jahre in Paris kennenlernte, Marlene Dietrich, Elisabeth Bergner und Claire Goll stechen in seinen Erzählungen und Erinnerungen besonders hervor.
Er berichtet von Reisen, in denen er vor und während des Studiums, aber auch im späteren Berufsleben unterwegs war. Auf einer Reise mit Clara Malraux, einer geborenen Goldschmidt, konnte diese mit Bermbach zusammen „zum ersten Mal vor der Grabstätte ihrer deutschen Ahnen“ in Magdeburg stehen.
Neben seiner Tätigkeit als Journalist für die Frankfurter Allgemeine Zeitung bearbeitete er die Memoiren von Fritz Kortner und war u. a. Übersetzer des Buches Schwarze Oliven: Korfu, Insel der Phäaken von Lawrence Durrell (Rowohlt-Verlag 1975).
Für verschiedene TV-Sender erstellte er Reportagen und Städte-Porträts und veröffentlichte gelegentlich in der Kunstzeitschrift „Das Schönste“.

## Publikationen
- Vom anderen Ufer. Erinnerungen eines deutschen Journalisten in Paris. LIT Verlag, Münster 2021
- Grand Opéra: Pomp durch die Jahrhunderte. in: Westermanns Monatshefte, Braunschweig, S. 72–85